# Embrun (Hautes-Alpes)
Embrun település Franciaországban, Hautes-Alpes megyében. Lakosainak száma 6387 fő (2022. január 1.). Embrun Baratier, Châteauroux-les-Alpes, Crots, Puy-Saint-Eusèbe, Puy-Sanières, Réallon, Saint-André-d’Embrun és Saint-Sauveur községekkel határos.

## Népesség
A település népességének változása:
| Lakosok száma | 4273 | 5214 | 5793 | 6230 | 6123 | 6177 | 6155 | 6335 | 6435 | 6387 |
|               | 1968 | 1982 | 1990 | 2006 | 2013 | 2015 | 2017 | 2019 | 2020 | 2022 |